# Autoroute A10 (Francia)
L’autoroute A10, detta L'Aquitaine (letteralmente: L'Aquitana, dal nome della regione raggiunta) è un'autostrada francese, che collega Parigi a Bordeaux.